# Jeon San-hae
Jeon San-hae (kor. 전산해; * 24. Mai 1999) ist ein südkoreanischer Fußballspieler.

## Karriere
Jeon San-hae erlernte das Fußballspielen in der Jugendmannschaft von Ulsan Hyundai und in den Schulmannschaften der Seoul Sinjeong Elementary School, Mullae Middle School und der Jungkyung High School. Seinen ersten Vertrag unterschrieb er am 1. Februar 2018 in Japan beim FC Gifu. Der Verein aus Gifu, einer Großstadt in der gleichnamigen Präfektur Gifu auf Honshū, der Hauptinsel von Japan, spielte in der zweiten japanischen Liga, der J2 League. In Gifu kam er nicht zum Einsatz. Die Saison 2019 wurde er an den Suzuka Unlimited FC ausgeliehen. Mit dem Verein aus Suzuka spielte er neunmal in der vierten japanischen Liga, der Japan Football League. Nach Vertragsende in Gifu wechselte er am 1. Februar 2020 nach Takamatsu zum Drittligisten Kamatamare Sanuki. Hier stand er bis Ende August 2020 unter Vertrag. Für Kamatamare spielte er dreimal in der dritten Liga. Wo er von September 2020 bis Februar 2021 gespielt hat, ist unbekannt. Am 1. März 2021 nahm ihn der südkoreanische Drittligist Yangju Citizen FC aus Yangju unter Vertrag. Hier bestritt er zehn Ligaspiele. Nach einer Saison wechselte er im Februar 2022 für zwei Spielzeiten zum Viertligisten Jeonju FC. Für das Fußballfranchise aus Jeonju bestritt er 36 Ligaspiele. Von Januar 2024 bis Ende Juli 2024 war er vertrags- und vereinslos. Am 24. Juli 2024 unterschrieb er in Thailand einen Vertrag beim Zweitligisten Chonburi FC. Für den Verein aus Chon BuriChonburi bestritt er 16 Ligaspiele. Nach der Hinrunde wurde sein Vertrag im Januar 2025 nicht verlängert.